# Ericino
L'ericino è un formaggio e prodotto tipico siciliano. Rientra nell'elenco dei prodotti agroalimentari tradizionali (PAT) stilato dal Ministero delle politiche agricole alimentari e forestali (Mipaaf).
Il formaggio è prodotto nei comuni di Erice, Valderice, Custonaci, San Vito Lo Capo, Castellammare del Golfo e Calatafimi in Provincia di Trapani.

## Caratteristiche
È un formaggio misto, prodotto mescolando il latte di pecora della Valle del Belice al latte di vacca cinisara in varie proporzioni. Il processo di caseificazione è lo stesso del pecorino.
La forma è cilindrica con i lati dritti e un diametro che varia dai 15 ai 30 centimetri e pesa fra i 2 e i 7 chilogrammi. Ha la scorza liscia e un colore che va dal giallo paglierino al marrone scuro. La pasta è elastica bianca con venature paglierine. La pasta presenta buchi irregolari nelle dimensioni e con distribuzione casuale.